# Alfred Gomersal Vickers
Alfred Gomersal Vickers (* 21. April 1810 in Lambeth; † 12. Januar 1837 in Pentonville) war ein englischer Zeichner, Architektur- und Marinemaler.

## Leben

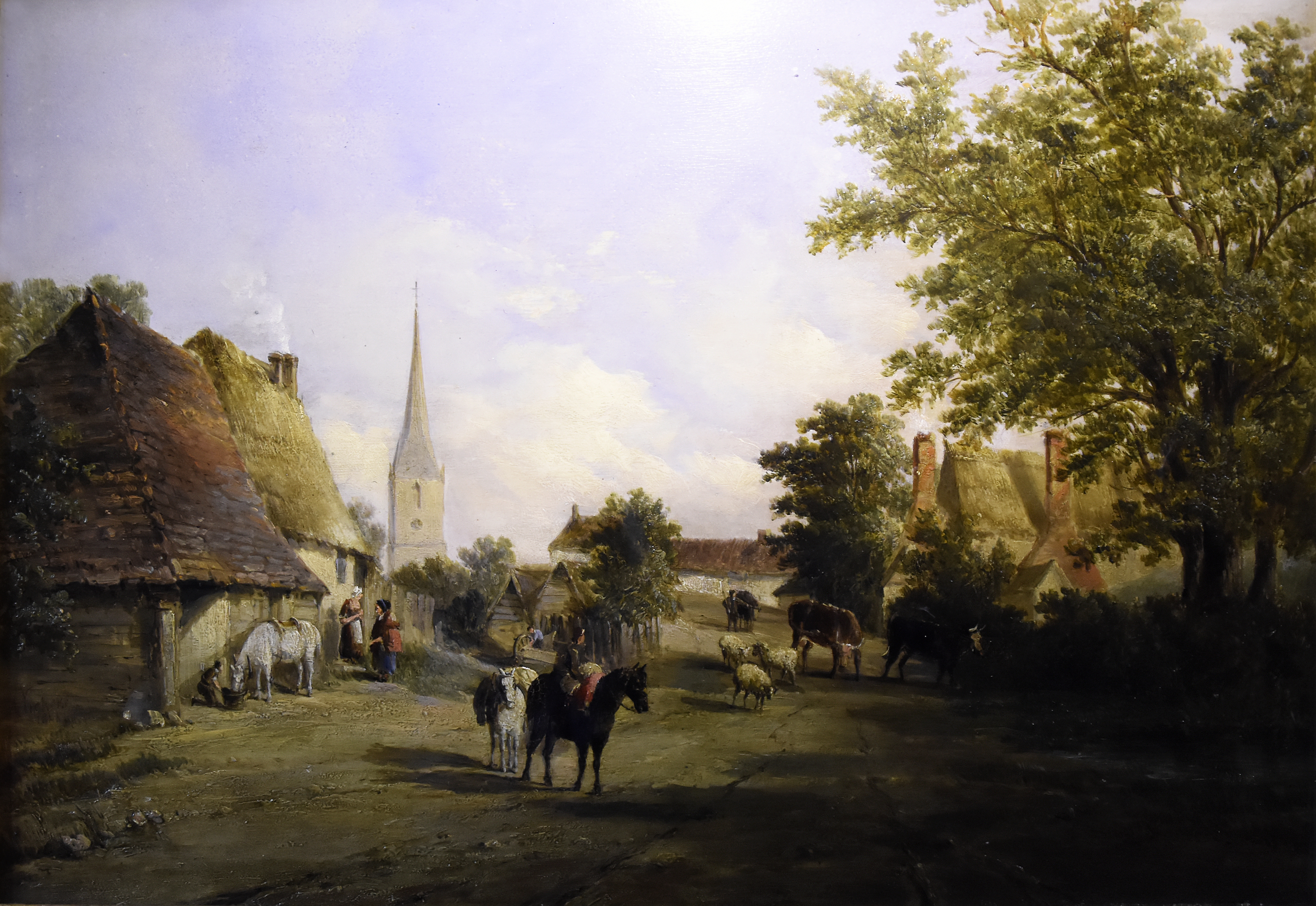
Das Dorf Hever

Alfred Gomersal Vickers war der Sohn und Schüler des autodidaktischen Landschaftsmalers Alfred Vickers (1786–1869). Zudem malte er nach der Natur. Durch seinen Freund Samuel Woodburn wurde er David Wilkie vorgestellt, der seine Zeichnungen lobte. 1833 wurde er von Charles Heath (1785–1848) mit 500 Pfund ausgestattet, um eine Reise nach Russland zu unternehmen. Er sollte für diesen dort Zeichnungen für die Annuals anfertigen. Auf dieser Reise entstanden auch Zeichnungen aus Norddeutschland. Kupferstiche seiner Russlandeindrücke befinden sich in zahlreichen Museen. Ölbilder und Aquarellzeichnungen sind jedoch rar. Er nahm in den Jahren 1927 bis 1837 an mehreren Ausstellungen in London teil, so beispielsweise in der British Institution, in der Royal Society of British Artists oder in der Royal Academy of Arts, von der er 1828 für ein Marinebild mit einer Goldmedaille ausgezeichnet wurde. Er starb, als er gerade im Begriff war Bekanntheit zu erlangen. Einige seiner Werke wurden im Februar 1837 bei Christie’s in London versteigert.
Vickers war mit der Schwester von Henry Liversedge aus Manchester verheiratet.